# حوزه انتخابیه ارومیه
حوزهٔ انتخابیه ارومیه مهم‌ترین حوزه از حوزه‌های استان آذربایجان غربی برای انتخابات مجلس شورای اسلامی است. این حوزه به مرکزیت ارومیه، ۳ نماینده دارد.

## نمایندهدوره هفتم
- محمد عباس پور
- عابد فتاحی
- جواد جهانگیرزاده

## نمایندهدوره هشتم
- سید سلمان ذاکر
- جواد جهانگیرزاده
- نادر قاضی پور

## نمایندهدوره نهم
- عابد فتاحی
- جواد جهانگیرزاده
- نادر قاضی پور

## نمایندگاندوره دهم
| ارومیه | نادر قاضی‌پور           | اصولگرا  | ائتلاف اصولگرایان صدای ملت معتمدین انقلابی                              |         | ۴۴۰٬۱۱۹ | ۱۶۹٬۰۹۸ | ۳۸٫۴۲٪  | برنده   |         |         |        |       |
| ارومیه | سید هادی بهادری        | اصلاح‌طلب | امید اعتدال و توسعه تدبیر و توسعه جبههٔ اعتدال جبههٔ اعتدالگرایان (دور ۲) | ۱۰۲٬۹۸۴ | ۴۴۰٬۱۱۹ | ۲۳٫۴۰٪  | دور دوم |         | ۳۵۴٬۱۰۸ | ۲۲۰٬۱۹۷ | ۶۲٫۱۸٪ | برنده |
| ارومیه | روح‌الله حضرت‌پور طلائیه | مستقل    | بدون فهرست                                                              | ۸۶٬۲۵۷  | ۴۴۰٬۱۱۹ | ۱۹٫۶۰٪  | دور دوم | ۲۰۹٬۷۰۵ | ۳۵۴٬۱۰۸ | ۵۹٫۲۲٪  | برنده  |       |

## نمایندهدوره یازدهم
- سید سلمان ذاکر
- روح‌الله حضرت‌پور طلائیه
- وحید جلال‌زاده

## نمایندهدوره دوازدهم[۲]
- حاکم ممکان
- شهین جهانگیری
- سید سلمان ذاکر

## پی‌نوشت و منبع
1. ↑  «اسامی کاندیداهای نهایی جبهه تدبیر و توسعه در آذربایجان غربی». جبههٔ تدبیر و توسعه. ۲ اسفند ۱۳۹۴. بایگانی‌شده از اصلی در ۱۱ ژانویه ۲۰۱۷. دریافت‌شده در ۳ اکتبر ۲۰۱۹.
2. ↑  «نتایج انتخابات مجلس شورای اسلامی در آذربایجان غربی - اورنا نیوز». urnanews.ir. دریافت‌شده در ۲۰۲۴-۰۴-۰۱.

- «جدول حوزه‌های انتخابیه در انتخابات نهمین دورهٔ مجلس شورای اسلامی» (PDF). مرکز پژوهش و سنجش افکار صدا و سیما. بایگانی‌شده از اصلی (PDF) در ۵ اكتبر ۲۰۱۸. دریافت‌شده در ۸ مه ۲۰۱۶. تاریخ وارد شده در |archive-date= را بررسی کنید (کمک)